# Holger Drachmann
Holger Henrik Herholdt Drachmann (Copenaghen, 9 ottobre 1846 – Hornbæk, 14 gennaio 1908) è stato un poeta e drammaturgo danese, il più grande poeta del movimento moderno danese del suo tempo.

## Biografia

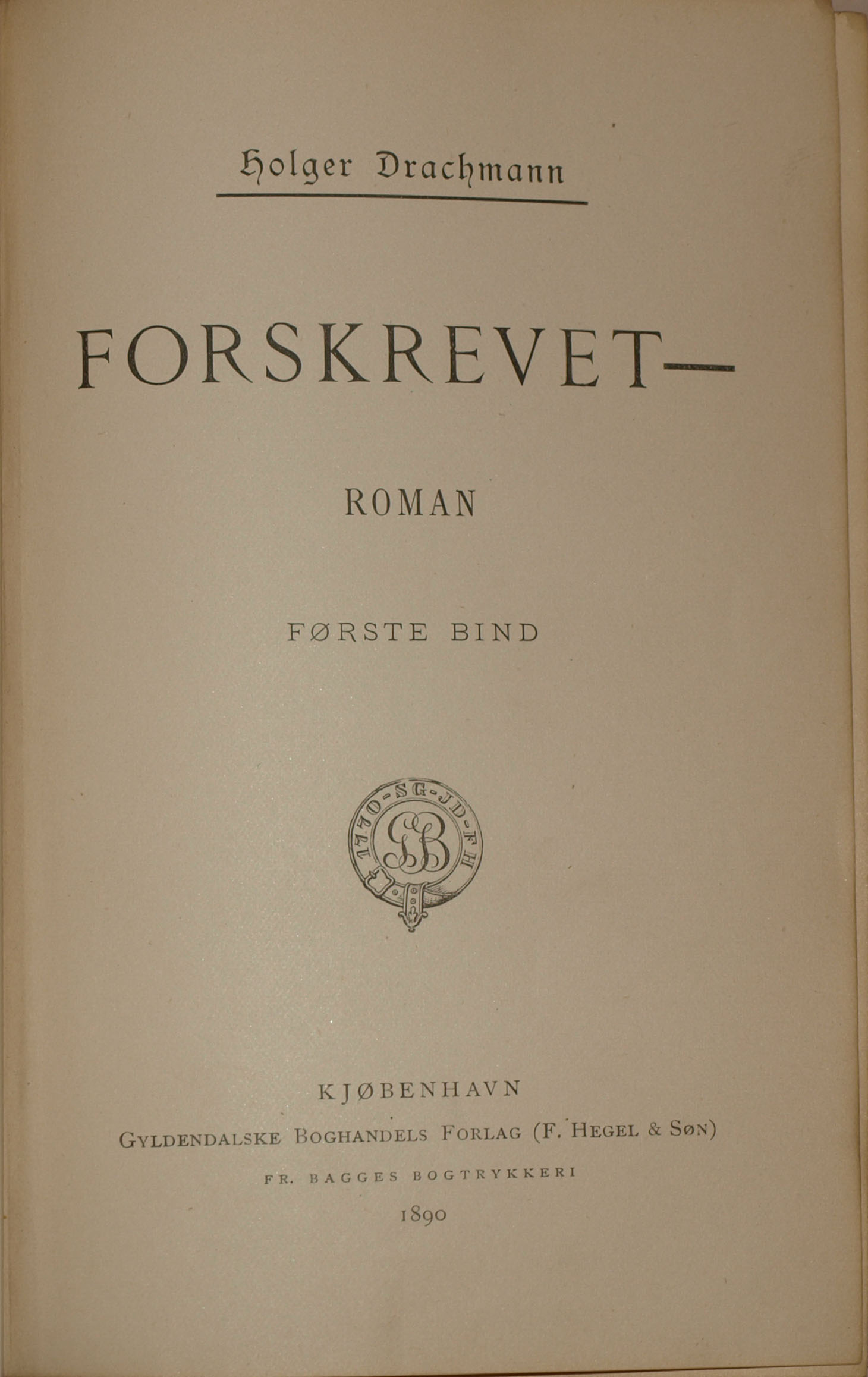
Copertina del romanzo Forskrevet (1890)

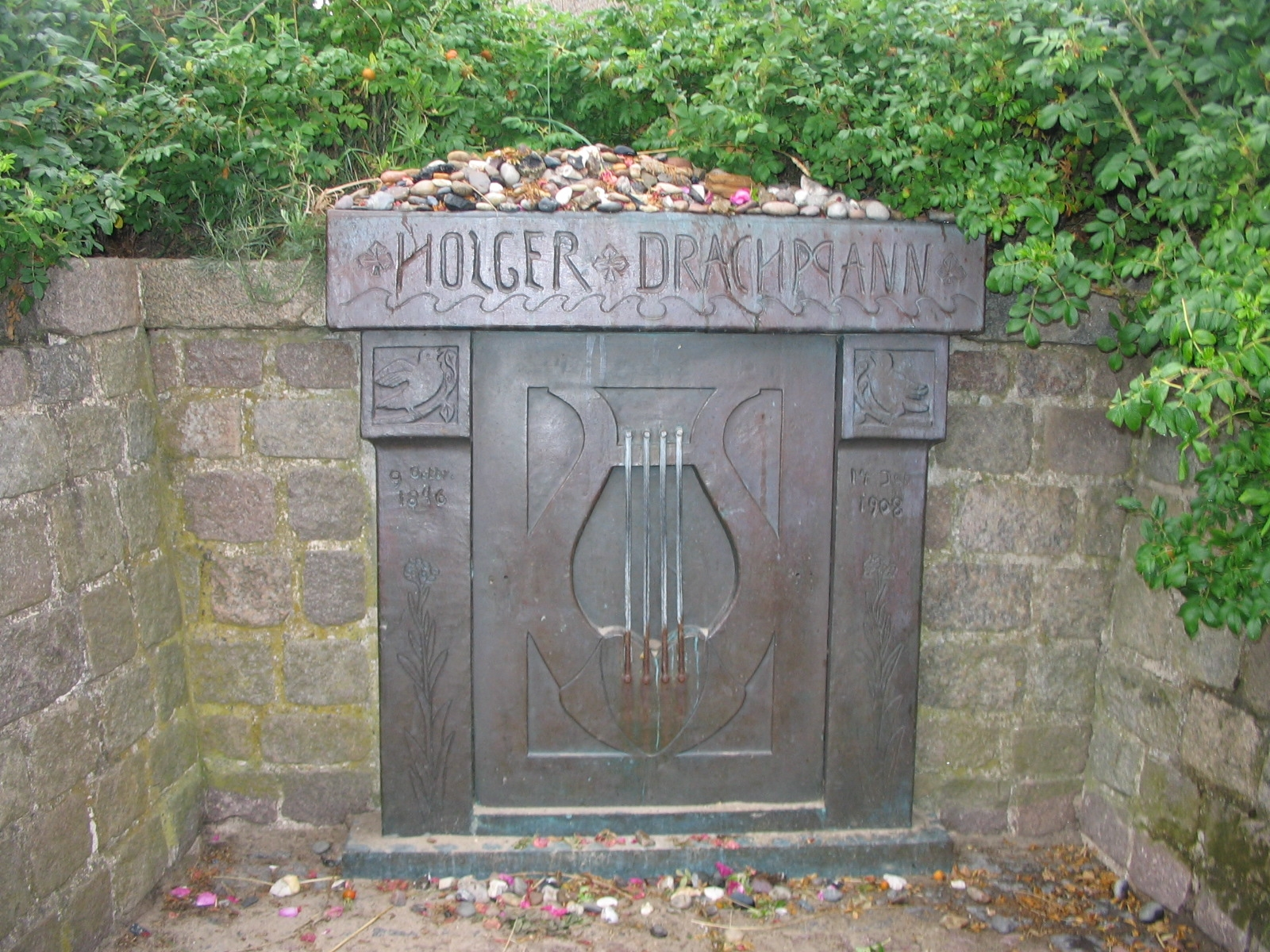
Tomba di Holger Drachmann situata a Grenen, Skagen

Dal padre, medico di bordo di origine germanica ereditò la passione per il mare, manifestata nelle prime opere del Drachmann, di arte figurativa e pittorica.
Difatti pur iscrivendosi all'università nel 1865, l'anno dopo l'abbandonò per frequentare un corso di Accademia di belle arti, svolto sotto la guida del prof. Sørensen,  Quattro anni dopo, anche a causa di un soggiorno londinese a stretto contatto con il proletariato della periferia, si dedicò alla prima composizione poetica intitolata emblematicamente Engelske Socialister ("Socialisti inglesi").
Rientrato in Patria, finì sotto l'influenza di Georg Brandes, a cui dedicò la prima silloge, intitolata Digte ("Poesie") (1872) e a questo periodo, radicale e socialista appartennero anche altre importanti raccolte, quali Dæmpede Melodier ("Melodie in sordina") del 1875 e Sange ved Havet ("Canti marini") del 1876.
Dopo un breve e infelice matrimonio, il 1879 segnò una svolta significativa nella carriera letteraria di Drachmann, dato che abbandonò gradualmente il naturalismo brandesiano per avvicinarsi ad un gusto prettamente neoromantico, individualista e nazionalista, ben rappresentato nelle raccolte Ranker og Roser ("Tralci e rose") del 1879, Gamle guder og nye ("Vecchi e nuovi Dei") del 1881, nei drammi fantastici Østen for Sol og Vesten for Maane ("A oriente del sole e a occidente dalla luna"), e Der var engang ("C'era una volta") del 1885.
Trasferitosi ad Amburgo per una storia d'amore, si riavvicinò improvvisamente al gusto antiborghese e anticapitalista delle prime opere, pubblicando Forskrevet ("Prescritto") del 1890, ritenuto uno dei capolavori della narrativa danese. Tra le sue ultime opere spiccarono quelle simboliche, ispirate dalla sua terza e giovane moglie e le tragedie Vølund Smed (1894) e Brav-Karl (1897), che lo portarono all'apice della popolarità.
Drachmann è stato uno dei più popolari poeti danesi delle epoche recenti, eppure attualmente gran parte del suo lavoro è dimenticato. Seppe coniugare l'attitudine alla ribellione e alla contestazione, ad una visione davvero romantica della storia e degli esseri umani. Romantiche furono anche le sue storie d'amore, e muse ispiratrici furono le sue compagnie.
Le sue spoglie riposano attualmente in una tomba sita sulla penisola sabbiosa del Grenen, a nord di Skagen.

## Opere principali
- Med Kul og Kridt (1872);
- Digte (1872);
- Østen for Sol og Vesten for Maane (1880);
- Skyggebilleder (1883);
- Strandby Folk (1883), quattro atti teatrali, musica di Julius Bechgaard;
- Der var engang (1885);
- Sangenes Bog (1889);
- Forskrevet (1890);
- Vølund Smed (1894);
- Erindringen (1904).